# 枇杷膏
枇杷膏是一種可以舒緩喉嚨痛、化痰止咳的膏方。主要成分包括川貝、枇杷葉、桔梗、蜂蜜等。可以沖水飲用，或冰涼後緩緩咽下。

## 由來
由清代太醫院太醫葉天士以枇杷葉蜜製枇杷膏得來。
清代縣令楊謹侍母至孝，鄉里號稱為楊孝廉；其母久病未癒，纏綿數載，孝廉遍訪名醫，均未奏效。
後來，孝廉聽聞神醫葉天士名聲，不畏跋山涉水、千里躬求，迎天士回府為母細心診治。天士斷為積勞成疾，非平常湯藥所能奏效，於是授以祖傳秘方，終於治癒楊太夫人久咳痰多之宿疾。
及後，楊太夫人以八十四高齡仙逝，臨終前囑咐楊孝廉廣製蜜煉川貝枇杷膏造福世人。楊孝廉為紀念母親及葉天士恩澤，便以「念慈菴」之名製膏佈施，且遵循祕方，用十餘種珍貴藥材，如：川貝、桔梗、枇杷葉及純正蜂蜜等煉製而成川貝枇杷膏。

## 知名品牌
- 京都念慈菴
- 潘高壽